# تأثيرات الكحول قصيرة الأمد
تأثيرات الكحول قصيرة الأمد (بالإنجليزية: Short-term effects of alcohol)‏ يمكن أن يتخذ أشكالا عديدة منها: إدمان الكحول، الإكتئاب، تأثر الجهاز العصبي المركزي مترافق مع مجموعة من الآثار الجانبية. أغشية الخلايا تكون عالية النفاذية فيحالة التكرار الكثيف على الشرب.
عادة ما يُقاس تركيز الكحول في الدم من حيث محتوى الكحول في الدم. تلعب كمية الاستهلاك والظروف دورًا كبيرًا في تحديد مدى التسمم، على سبيل المثال، تناول وجبة ثقيلة قبل استهلاك الكحول يردي إلى امتصاص بطيء للكحول. الترطيب يلعب دورًا أيضًا، وخصوصًا في تحديد مدى الإفراط في تناول الكحول. وبعد الإفراط في شرب الكحول، يمكن أن يحدث فقدان للوعي وأقصى مستويات الاستهلاك يمكن أن تؤدي إلى التسمم الكحولي والموت (تركيز في مجرى الدم من 0.40٪ تقتل نصف هؤلاء المتضررين ). وقد يؤدي الكحول أيضا الموت خنقًا بسبب القيء.

## التأثيرات
- تأثيرات الكحول قصيرة الأمد تختلف بحسب الجنس (ذكر أو أنثى )
- الحجم (نحيف أو بدين )
- قدرة الجسم على التمثيل الغذائي.
- محتويات المعدة وقت الشرب

## الأعراض
هناك اعراض جسدية واعراض نفسية ترافق هذه الحالة.
- الأعراض الجسدية:

1- الشعور بارتفاع درجة حرارة الجسم مع احمرار الوجه والعينين حيث أن الكحول يؤدى إلى انبساط عضلات الأوعية الدموية في الأطراف والوجه فتتسع الأوعية وتمتلئ بالدم مما يسبب الإحساس بارتفاع درجة الحرارة.
2- رائحة غير مقبولة بالفم والنَفَس حيث أن الجسم يتخلص من الكحول عن طريق هواء الزفير (الجهاز التنفسي) والعرق (الجلد )
3- قئ أو غثيان أو إغماء وذلك لأن الكحول يسبب التهاب بالفم والبلعوم والمرئ والمعدة والأمعاء وبالقئ يفقد الجسم كثير من أنزيمات وعصارات المعدة الهاضمة ويتسبب في زيادة الحموضة ثم قرح المعدة والنزيف.
- – الأعراض النفسية:

1. خلل في الحواس
2. خلل في التفكير
3. الإحساس بعدم الأمان – الاكتئاب – الانتحار
4. خلل في الذاكرة (النسيان للأحداث القريبة ثم البعيدة)
5. خلل في التحكم في النفس (ثورة الغضب والميول العدوانية)
6. خلل في الاتصال والاستجابة بين المتعاطي ومن حوله.

## الفيزيولوجيا المرضية

الوبائيات: معدل السنة الحياتية للإعاقة لاضطرابات تعاطي الكحول لكل 100000 نسمة في عام 2004.
لا توجد بيانات
أقل من 50
50–150
150–250
250–350
350–450
450–550
550–650
650–750
750–850
850–950
950–1050
أكثر من 1050

عند تناول جرعات منخفضة أو معتدلة، يعمل الكحول في المقام الأول باعتباره مغير تفارغي إيجابي من GABAA. يقوم الكحول بربط عدة أنواع فرعية مختلفة من مستقبلات GABAA، والأنواع الفرعية الرئيسية المسؤولة عن التأثيرات الذاتية من الكحول هي: α1β3γ2، α5β3γ2، α4β3δ وα6β3δ . على الرغم من أن الأنواع الفرعية الأخرى مثل α2β3γ2 تتأثر أيضا. تنشيط هذه المستقبلات تؤدي إلى تخفيف اعراض وآثار الكحول مثل الاسترخاء والتخفيف من القلق، والتخدير، وترنح وزيادة في الشهية وتخفيض الموانع التي يمكن أن تسبب ميل نحو العنف لدى بعض الناس.

## وصلات إضافية
- Global Status Report on Alcohol 2004 by the World Health Organization.
- Heberlein, Ulrike؛ Wolf, Fred W.؛ Rothenfluh, Adrian؛ Guarnieri, Douglas J. (8 يناير 2004). "Molecular Genetic Analysis of Ethanol Intoxication in Drosophila Melanogaster". Integrative and Comparative Biology. ج. 44 ع. 4: 269–74. DOI:10.1093/icb/44.4.269. PMID:21676709. مؤرشف من الأصل في 2010-05-03.
- Jane behaving badly (New Scientist article on short-term effects of alcohol)